# John Montagu, 4. hrabě ze Sandwiche
John Montagu, 4. hrabě ze Sandwiche (John Montagu, 4th Earl of Sandwich, 4th Viscount Hinchinbroke) (13. listopadu 1718 –30. dubna 1792) byl britský státník ze starobylého šlechtického rodu Montagu. V mládí se uplatnil jako diplomat, souběžně sloužil v armádě a nakonec dosáhl hodnosti generála. Řadu let zastával funkce v britských vládách, byl mimo jiné ministrem zahraničí a generálním poštmistrem. Nejdéle působil jako ministr námořnictva (první lord admirality) a jeho chráněnec James Cook po něm pojmenoval několik nově objevených lokalit (Havajské ostrovy dříve nesly jméno Sandwichovy). Nejslavnějším odkazem na jméno 4. hraběte ze Sandwiche je výraz sendvič, který obohatil mezinárodní gastronomickou terminologii.

## Životopis

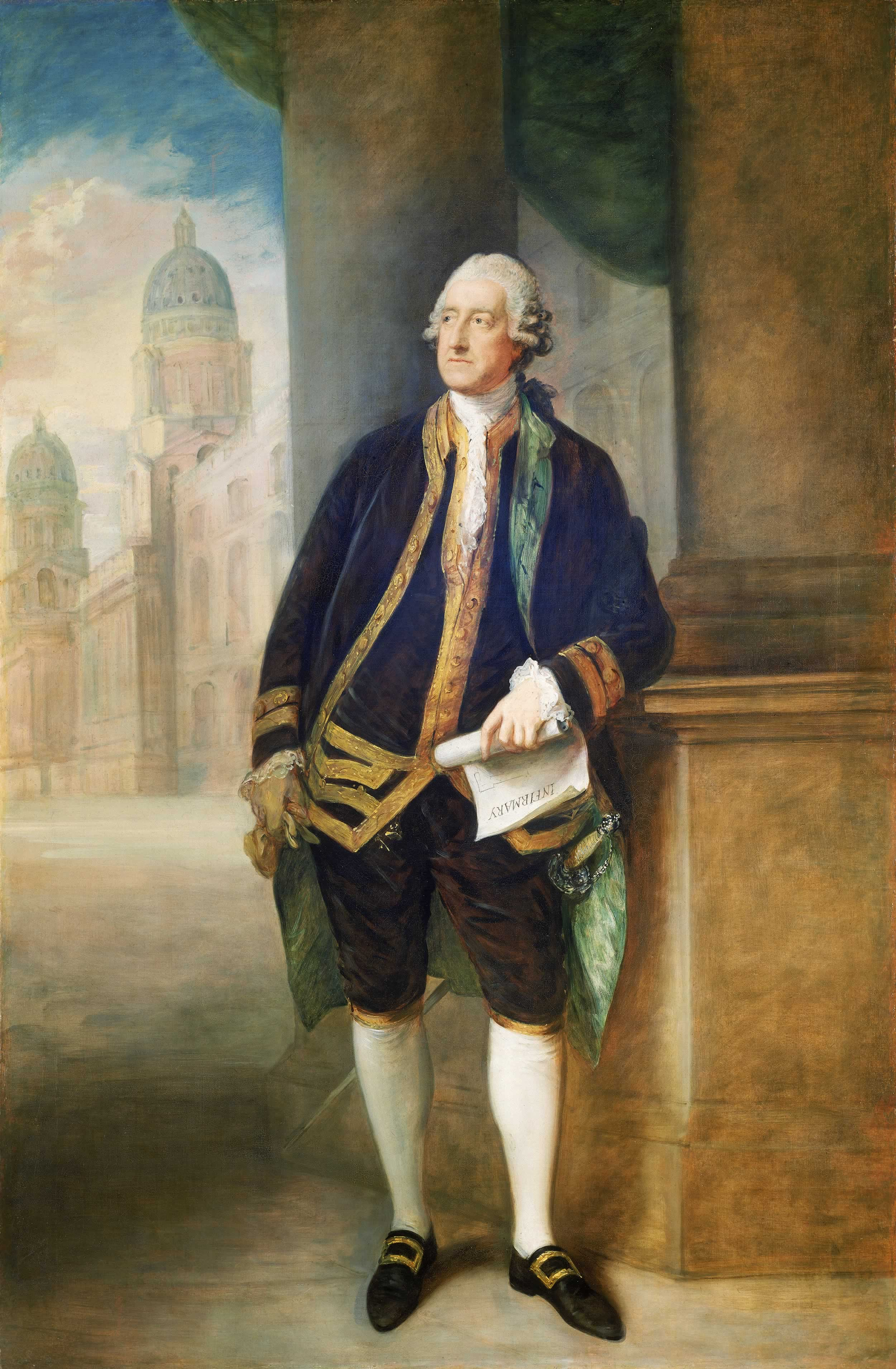
Portrét 4. hraběte ze Sandwiche (1783, Thomas Gainsborough)

Pocházel ze starobylého šlechtického rodu Montagu, který v několika větvích získal vysoké šlechtické tituly (vévodové z Manchesteru, vévodové z Montagu, hrabata z Halifaxu). Narodil se jako nejstarší syn předčasně zemřelého Edwarda Montagu (1692–1722) a jeho manželky Elizabeth Popham (1693–1761), která se po ovdovění znovu provdala a se svými dětmi měla minimální kontakt. George po dědu Edwardovi zdědil v roce 1729 titul hraběte ze Sandwiche a později po dosažení plnoletosti vstoupil do Sněmovny lordů.
Studoval v Etonu a na univerzitě v Cambridge, poté absolvoval kavalírskou cestu, během níž navštívil mimo kromě tradičních destinací v západní a střední Evropě také Řecko, Turecko a Egypt. V roce 1739 se stal členem Královské společnosti, mezitím sloužil také v armádě a dosáhl hodnosti plukovníka. S podporou 4. vévody z Bedfordu se brzy začal uplatňovat ve státních úřadech a v letech 1744–1748 byl lordem admirality. R. 1746 byl vyslancem na kongresu v Bredě, poté byl britským zástupcem při uzavření Cášského míru (1748). V letech 1748–1751 byl prvním lordem admirality a v roce 1749 byl jmenován členem Tajné rady. Ve spolupráci s admirálem G. Ansonem prosadil v námořnictvu reformy, jejichž význam se projevil později za sedmileté války. V letech 1755–1763 byl vicepokladníkem pro Irsko, v této době ale žil spíše v ústraní na venkově. I když byl již mimo aktivní vojenskou službu, postupoval v armádních hodnostech (generálmajor 1755, generálporučík 1759).
Po skončení sedmileté války byl krátce mimořádným vyslancem v Madridu (1763) a krátce znovu prvním lordem admirality (1763), poté státním sekretářem zahraničí (1763–1765) a generálním poštmistrem (1768–1770). Od prosince 1770 do ledna 1771 byl znovu státním sekretářem zahraničí, nakonec se ve vládě lorda Northa stal na dlouhou dobu opět prvním lordem admirality (1771–1782). V roce 1772 dosáhl hodnosti generála. Dlouholetá správa námořnictva pod jeho vedením se vyznačovala obrovskou korupcí a také pochybnou personální politikou v obsazování velitelských postů, což vůči jeho osobě vyvolalo značné antipatie. Jeho prestiží otřásl také dlouholetý nemanželský vztah se zpěvačkou Marthou Ray, která byla v roce 1779 za nevyjasněných okolností zavražděna. Po odstoupení z funkce v roce 1782 žil v ústraní a proslul mimo jiné jako mecenáš hudby.
Jako dlouholetý ministr námořnictva podporoval objevitelské výpravy, byl mimo jiné příznivcem Jamese Cooka. Cook na jeho počest pojmenoval Sandwichovy ostrovy, které dnes nesou jméno Havajské. Jméno 4. hraběte ze Sandwiche dodnes nesou Jižní Sandwichovy ostrovy v jižním Atlantiku, Sandwichův mys v Austrálii, dále několik lokalit u břehů Aljašky (ostrov Montagu, průliv Montague a mys Hinchinbroke).
Od roku 1740 byla jeho manželkou Dorothy Fane (1717–1797), dcera irského lorda kancléře vikomta Charlese Fane. Měli spolu čtyři děti, dědicem rodových titulů byl syn John Montagu, 5. hrabě ze Sandwiche (1743–1814), který zastával vysoké hodnosti u dvora. Z nemanželského potomstva se zpěvačkou Marthou Ray vynikl Basil Montagu (1770-1851) jako právník a spisovatel.